# 질소 고정
질소 고정(窒素固定)은 공기 중에 다량으로 존재하는 안정된 불활성 질소 분자를 반응성이 높은 다른 질소 화합물(암모니아, 질산염, 이산화질소 등)으로 변환하는 과정을 말한다.

## 생물학적 질소 고정
생물학적 질소 고정 과정은 질소 동화(窒素同化)라고도 하며, 대기 중의 질소나 무기 질소 화합물을 생물체의 작용으로 유기 질소 화합물로 바꾸는 것을 의미한다. 연간 약 193,000,000톤의 질소가 생물학적으로 고정된다.

### 질소 고정 세균
질소 고정 세균(窒素固定細菌)은 공기 중의 질소를 고정해서 암모니아 등으로 바꾸는 세균이나 고균을 말한다.

### 뿌리혹 공생
뿌리혹 박테리아는 식물의 뿌리에서 공생하며 흙속의 질소들을 식물에게 도움이 되는 질소로 바꿔준다. 

## 화학적 질소 고정
산업적 질소고정량은 연간 약 85,000,000톤, 번개에 의한 광화학적 질소고정량은 연간 약 9,000,000톤이다.

## 같이 보기
- 질소